# Mohamed Trabelsi (football)
Pour les articles homonymes, voir Mohamed Trabelsi.
Mohamed Trabelsi, alias Bakkaou, né le 7 janvier 1968, est un footballeur tunisien. Durant sa carrière, il évolue au poste de défenseur.
Joueur de l'Océano Club de Kerkennah, du Club africain et du Stade tunisien, il intègre à huit reprises l'équipe nationale, notamment durant la coupe d'Afrique des nations 1994.

## Palmarès
- Coupe de Tunisie espoirs (1) :
  - Vainqueur : 1987-1988
- Coupe des clubs champions arabes (1) :
  - Vainqueur : 1997